# Joan Lerma i Blasco
Joan Lerma i Blasco   (València, 15 de juliol de 1951) és un polític valencià que fou el tercer president de la Generalitat Valenciana, el primer elegit democràticament. També fou secretari general del PSPV-PSOE des de 1979 fins a l'any 1997, i senador des de 1995.

## Biografia
Va estudiar ciències econòmiques a la Universitat de València. Durant el congrés extraordinari dels socialistes valencians realitzat l'any 1979 va ser nomenat secretari general del partit, substituint Joan Pastor. Fou escollit diputat al Congrés dels Diputats en les eleccions generals de 1979, va ser novament escollit en les eleccions de 1982 i va formar part del primer consell preautonòmic valencià, sota la presidència de Josep Lluís Albiñana.
El 1983 abandonà el Congrés per a esdevenir diputat a les Corts Valencianes. Lerma va ser el cap de cartell dels socialistes i es va convertir en president de la Generalitat Valenciana, càrrec que ostentà fins al 1995, moment en què la presidència del País Valencià passà a mans del Partit Popular.
El 3 de juliol de 1995 fou nomenat Ministre d'Administracions Públiques per Felipe González, càrrec que ocupà fins al final de la V legislatura al Congrés. Aquell mateix any fou designat senador al Senat en representació de la seva comunitat autònoma. Va ser reescollit l'any 1999 i en les eleccions de 2004, i va ser portaveu del PSOE al Senat. Abandonà el seu escó a la cambra alta el juliol de 2007.
El 1997 es va celebrar el 8é Congrés dels socialistes valencians, on Lerma fou succeït per Joan Romero.
A partir del 18 d'octubre de 2007, actuà com a president de la comissió gestora de la Secretaria General del PSPV-PSOE arran de la dimissió de Joan Ignasi Pla fins a l'elecció del nou secretari general Jorge Alarte el 2008.